# 楊士彦
楊 士彦（よう しげん、1517年 - 1584年）は、李氏朝鮮前期の文臣。

## 生涯
1540年に進士試に合格し、1545年に文科に及第した。及第した直後、『雲亭記』を書いて世に名を馳せた。三等県監、咸興府尹、平昌郡守、江陵府使を務めた後、内職に入り、成均館司正を務めた後、再び外職に出て淮陽郡守、鉄原郡守、高城郡守、安辺都護府使を務めた。
40年余りの官職生活中、家族のために財産を集めることもなく、清廉で倹素な生活をした。書道と詩文で当代に名を馳せ、金剛山万瀑洞に「蓬萊楓岳元化洞天」という親筆を残す。
朝鮮の明宗時代の有名な予言者である南師古に天文と易学を学び、将来を見抜いたと言われ、壬辰倭乱を予言して死後再び名を馳せた。
1582年、安辺都護府使の時に安辺にある朝鮮の太祖李成桂の曾祖父の墓である智陵一帯に火災事件が起き、この事件の責任をとって黄海道に流刑になりました。1584年、流刑が解かれ故郷に戻ろうとしたが、流刑地で病気になり、結局快癒できず、そこで亡くなった。
息子で仁川都護府使を務めた楊萬古。